# 1446年
| 千纪： | 2千纪 |
| 世纪： | 14世纪 \| 15世纪 \| 16世纪                                                                                 |
| 年代： | 1410年代 \| 1420年代 \| 1430年代 \| 1440年代 \| 1450年代 \| 1460年代 \| 1470年代                           |
| 年份： | 1441年 \| 1442年 \| 1443年 \| 1444年 \| 1445年 \| 1446年 \| 1447年 \| 1448年 \| 1449年 \| 1450年 \| 1451年 |
| 纪年： | 丙寅年（虎年）；明正统十一年；越南大和四年；日本文安三年                                                   |

## 大事记
- 葡萄牙航海家努諾·特里斯唐在今天幾內亞比索的首都比紹附近登陸，葡萄牙宣稱建立葡屬幾內亞，展開奴隸與黃金貿易。
- 莫斯科前任大公瓦西里二世被以鉅額贖金從喀山汗國贖回，但被德米特里·舍米亞卡弄瞎雙眼，「失明大公」的綽號正是由此而來。
- 9月27日——歐托聶特戰役：阿爾巴尼亞民族英雄斯坎德培擊敗了奧斯曼帝國。
- 10月9日——《训民正音》出版。

## 逝世
- 12月29日：代简王朱桂（1374年出生）。